# Nagy avarszöcske
A nagy avarszöcske (Pholidoptera aptera) a fürgeszöcskék családjába tartozó, Európában honos szöcskefaj.

## Megjelenése
A nagy avarszöcske testhossza a hím esetében 20-24 mm, a nőstény 21-25 mm, ehhez járul a 18-22 mm-es tojócső. Közepesen nagy, erőteljes felépítésű szöcske. A hím barnásfekete, míg a nőstény világos-, szürkés- vagy rozsdabarna színű. Hasi oldala sárgás. A torpajzs hátsó része halványabb, oldalsó lebenye fekete, széle pedig élesen elkülönülő halványsárgás. Combjának alsó oldala élénksárga. Sárgásbarna szárnya csökevényes: a hímek esetében legfeljebb a potroh közepéig ér, a nőstényeké alig látszik ki a torpajzs alól. A hím cercusai (potrohfüggelékei) karcsúak, enyhén befelé ívelők. A nőstények majdnem testhossznyi tojócsöve egyenes, csak a vége ível kissé fel.
Jellegzetes ciripelése erős, akár 50 méterről is hallható. Egy strófa 2-4 másodpercig tart és a cirpelések igen gyorsan követik egymást. A strófák között 6-10 másodperc szünetet tart.

### Hasonló fajok
A galléros avarszöcske, a szürke avarszöcske, a bujkáló avarszöcske és az erdélyi avarszöcske hasonlít hozzá.

## Elterjedése
Európa középső részén honos a Francia-középhegységtől a Fekete-tengerig; az Alpokban a leggyakoribb kb. 2000 méteres magasságig. Magyarországon inkább a középhegységekben, az Alpokalján és a Dunántúli-dombságon fordul elő.

## Életmódja
Hegyvidéki sziklagyepek, erdőszélek, tisztások, bükkösök szöcskéje. A sűrű bokrok között vagy a magasabb gyepszintben él. Zavarásra azonnal abbahagyja a cirpelést és menekül.
A kifejlett szöcskékkel júniustól novemberig lehet találkozni. Nappal és éjszaka is aktív lehet. A peték az avarban, a földben vagy korhadó fában telelnek át és a következő évben (vagy két év múlva) májusban kelnek ki a lárvák.

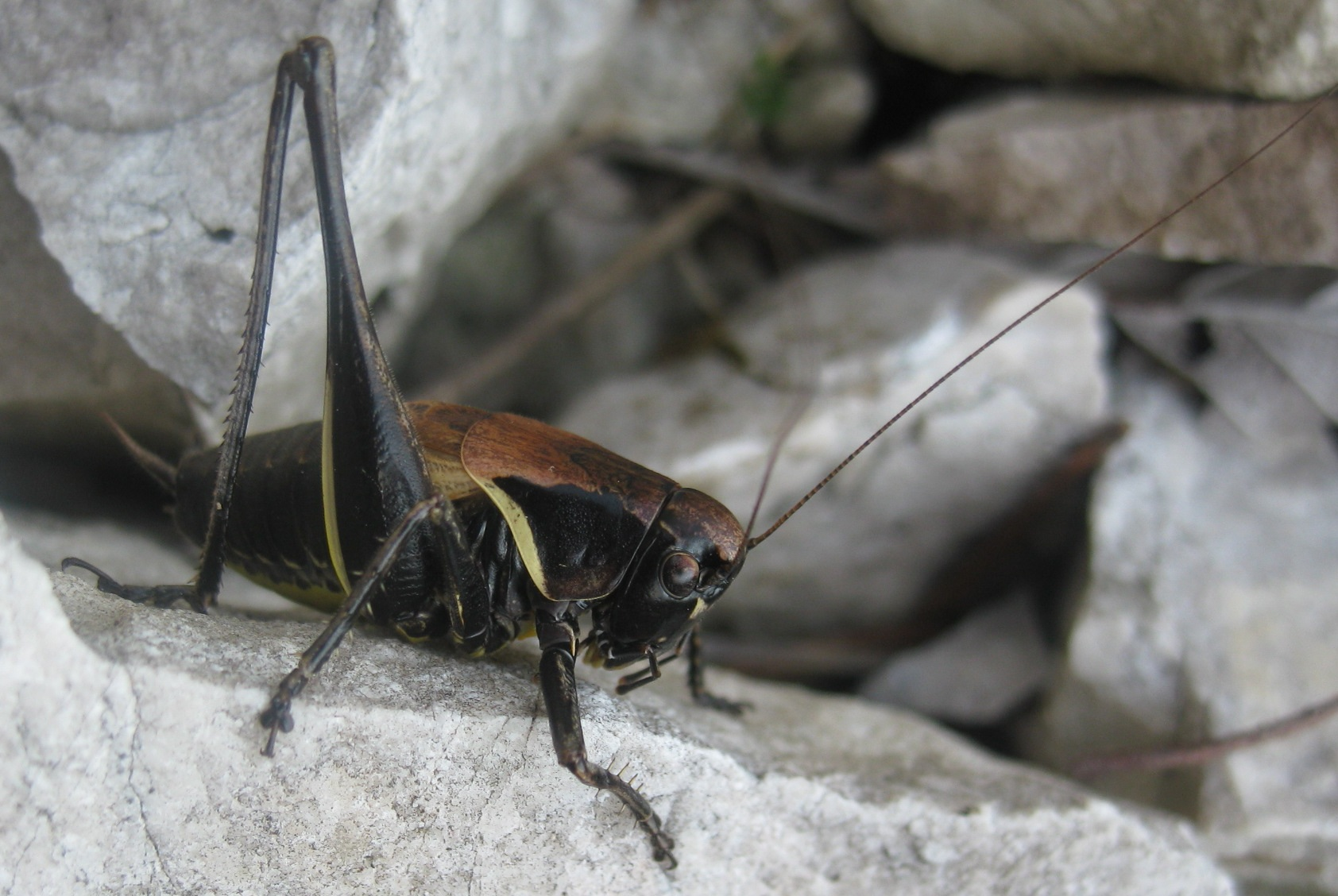
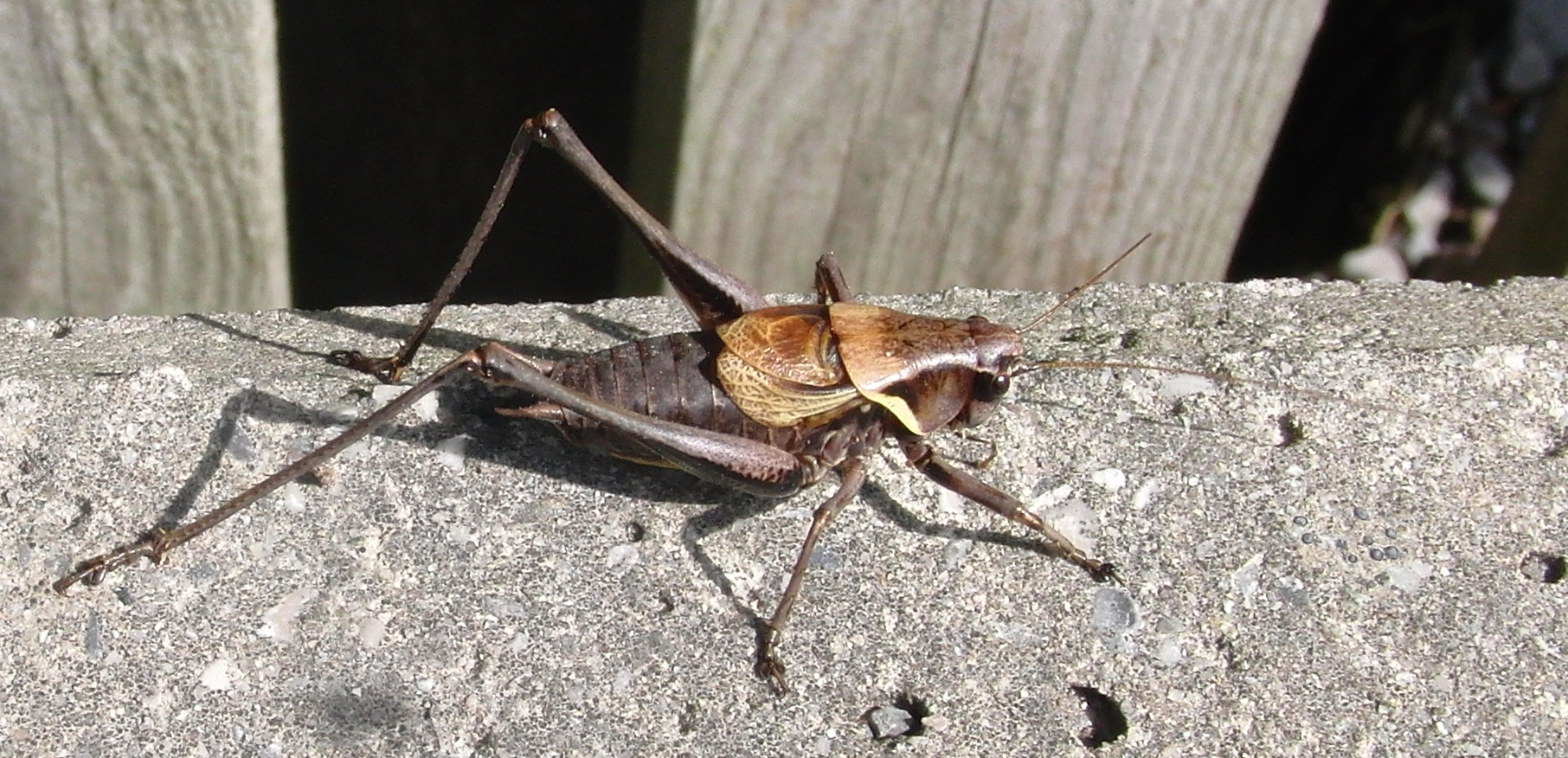
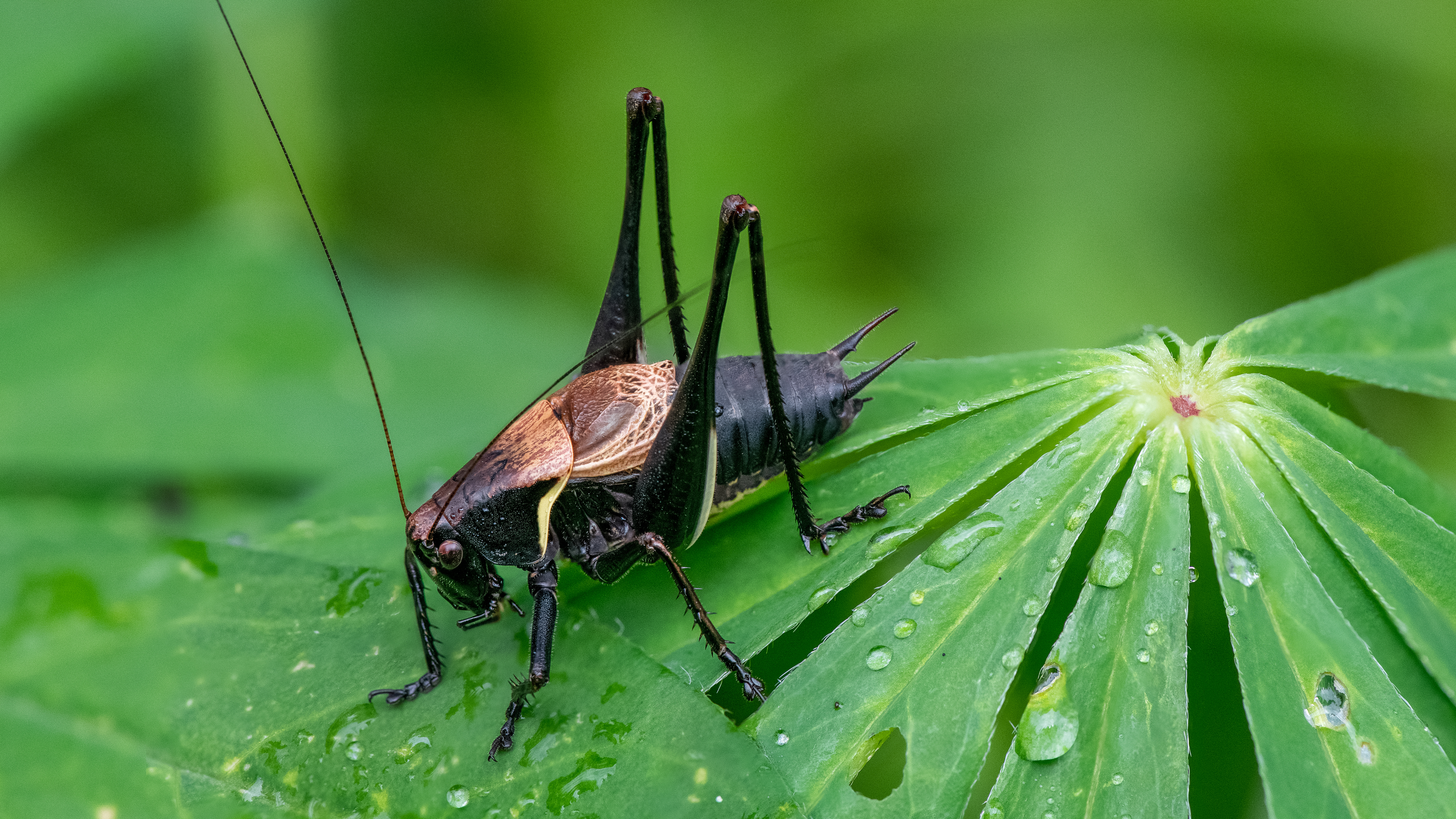
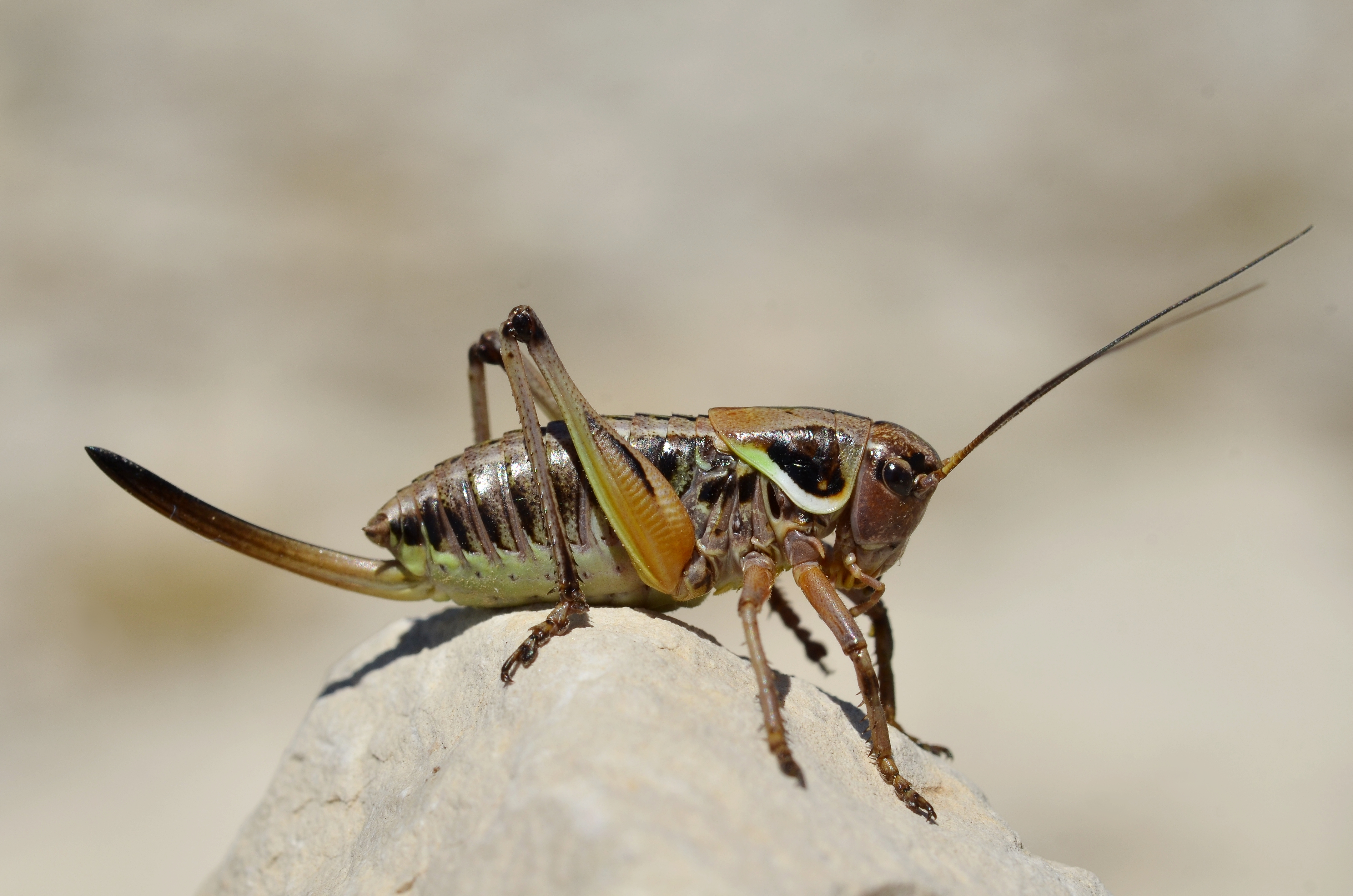
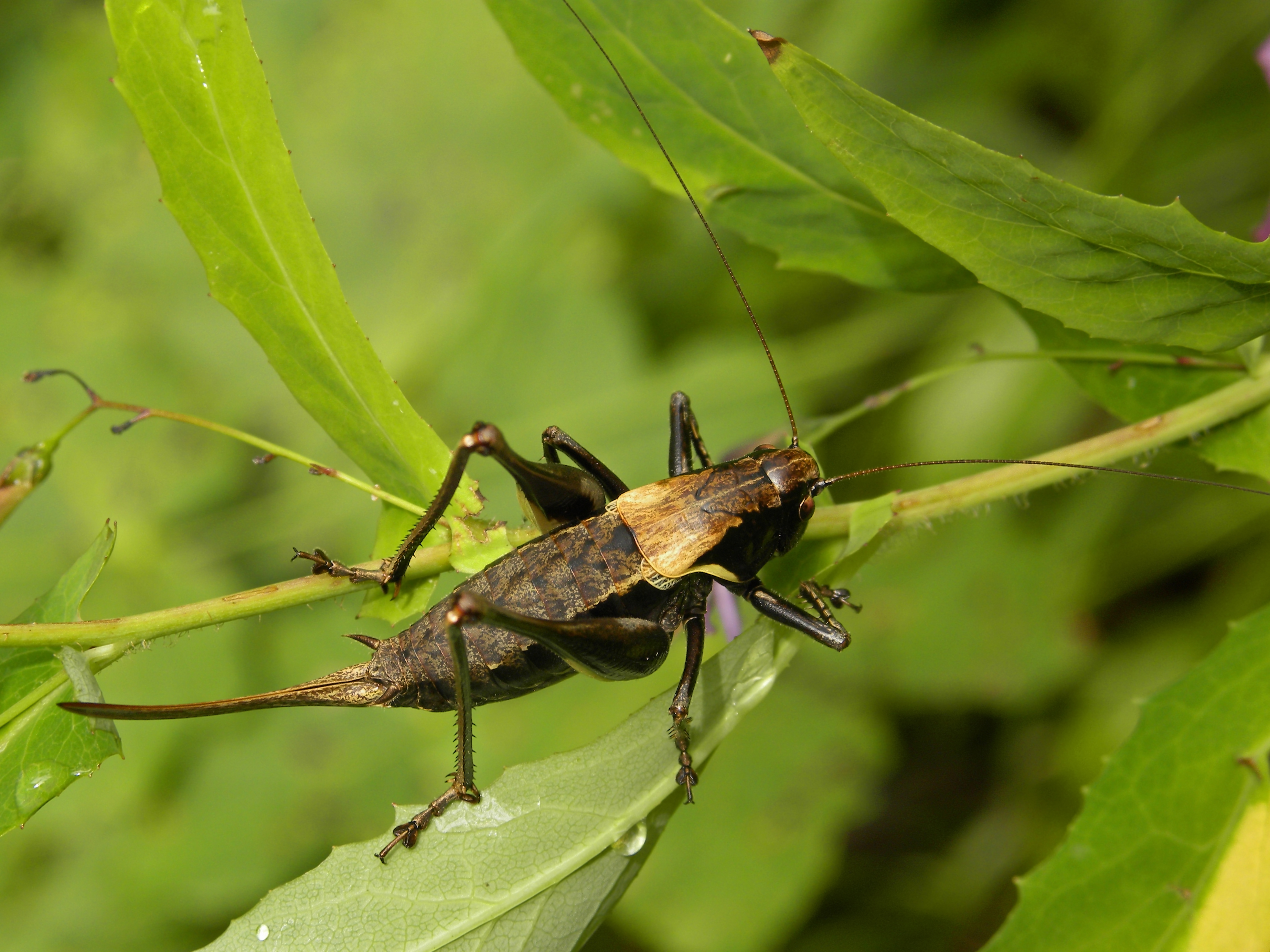

Magyarországon nem védett.